# バスファン

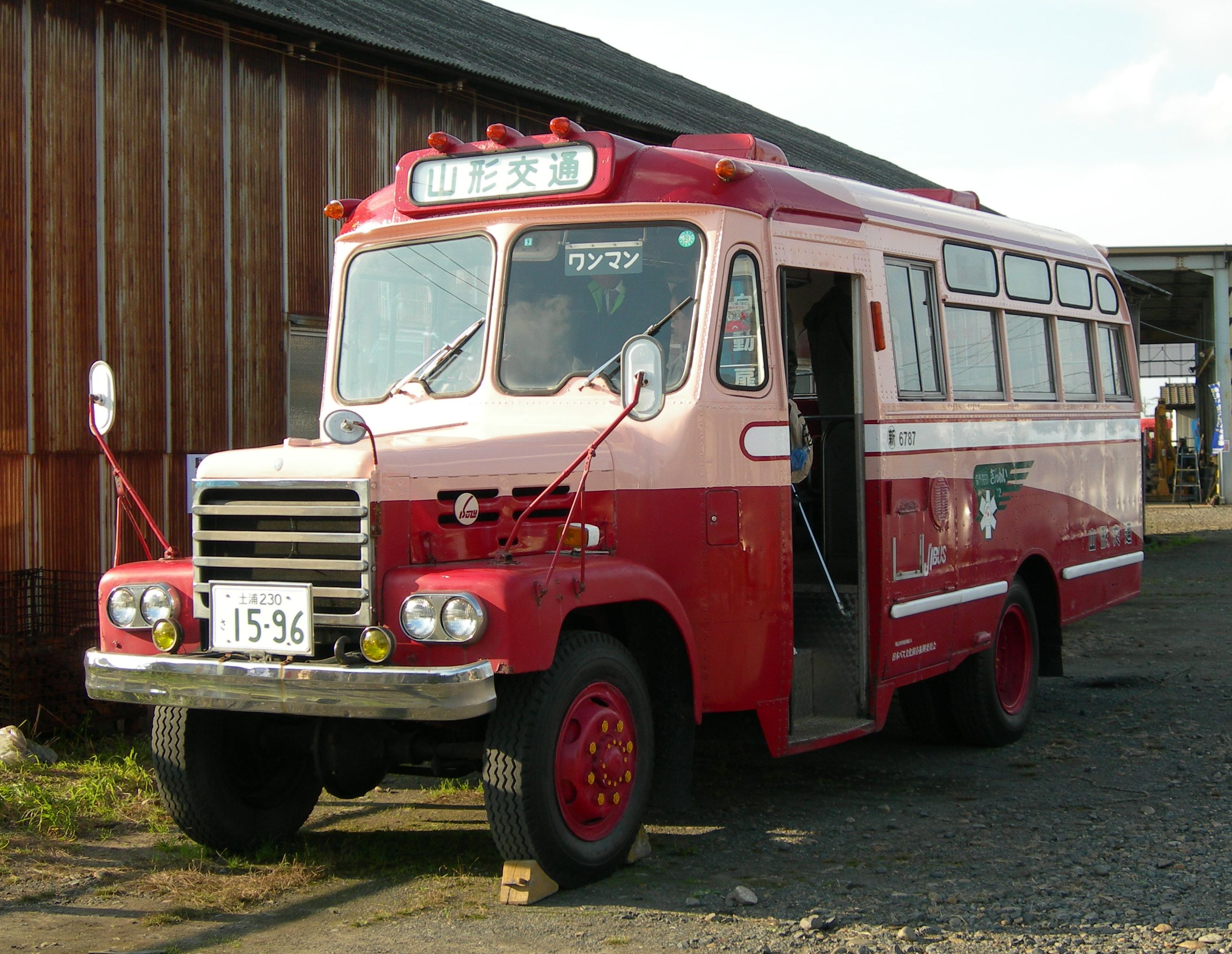
日本バス友の会が動態保存するボンネットバス

バスファン（別称：バスマニア、英: Bus Spotter, Bus Fan）とは、バスを趣味とする愛好家のことである。路線バス、高速バスや観光バス、送迎バスや自家用バスなど、バスに関する事象全般を趣味の対象とする。
身近な公共交通機関を対象とする趣味として、鉄道趣味との共通点が多く見られ、ことに路線バスの分野でその傾向が強い。また一方でバス車両は自動車の一形態であり、バス趣味は自動車趣味の中での一ジャンルでもあるため、専門用語にも自動車用語が多く見られる。特に同じディーゼル自動車メーカーが製造する大型車ということで、トラック愛好趣味との共通点が深い。鉄道趣味と自動車趣味の両方の特徴を併せ持ちつつ、そのどちらにも収まりきらない独特の立ち位置を備えた趣味である。

## 日本におけるバス趣味の歴史

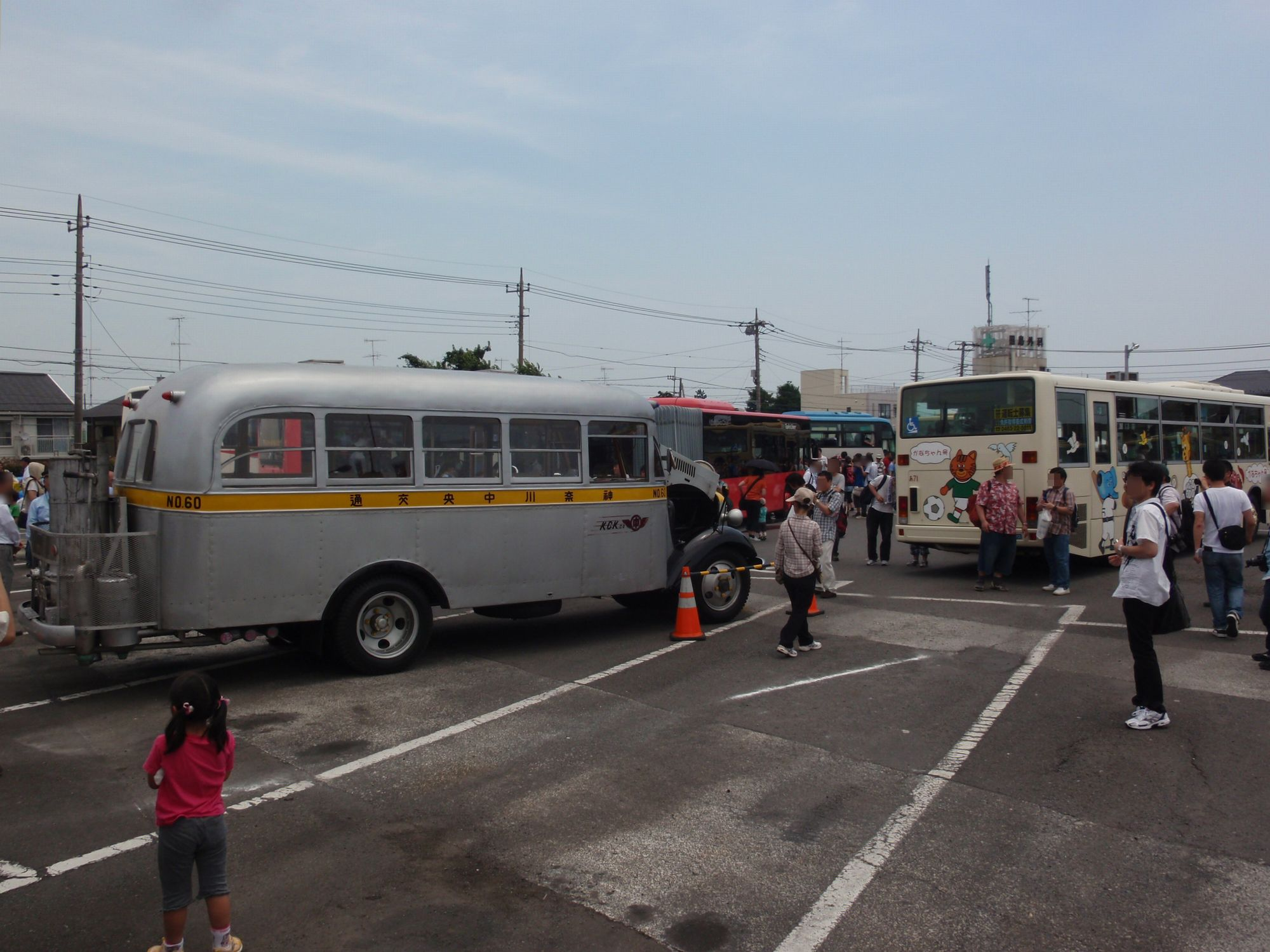
バス会社主催イベントにはバスファンが多く集まる。
（2011年7月3日、神奈川中央交通創立90周年を記念して同社厚木営業所で行われた感謝会）

### 1970年代・バス趣味団体の結成
バスはその初めから、鉄道と同様に身近な存在の公共交通機関であった。個人による車両の撮影事例があることから明らかなように、古くから鉄道と同様に趣味とする人はいた。
1970年代後半から、バス趣味団体が結成されるようになった。1976年（昭和51年）4月、日本初のバス趣味団体として「日本バス研究会」が結成された。日本バス研究会の会誌『バスファン』は同年6月に創刊され、一部の模型店（ミニカーショップ）で会員外にも販売された。その後、分裂や他団体との合同を経て、現在は活動を休止している。
また、1980年（昭和55年）には「日本バス友の会」が結成された（詳細は当該記事を参照）。
鉄道ファン団体の趣味活動の中でバスが取り上げられることもあり、その一例として、1977年6月1日に結成された「京急電車ファンクラブ」会報『京急ファン』（月刊、毎月1回5日発行） では、京浜急行電鉄直営時代の京浜急行バスの情報も掲載していた。1986年11月5日に京浜急行バス羽田営業所へ導入された三菱ふそう・エアロスターの試作型ノンステップバス（H5670号車、P-MP218M改）が「関東初・ノンステップバス登場」として特集されている。

### 1980年代・バス趣味情報の広がり

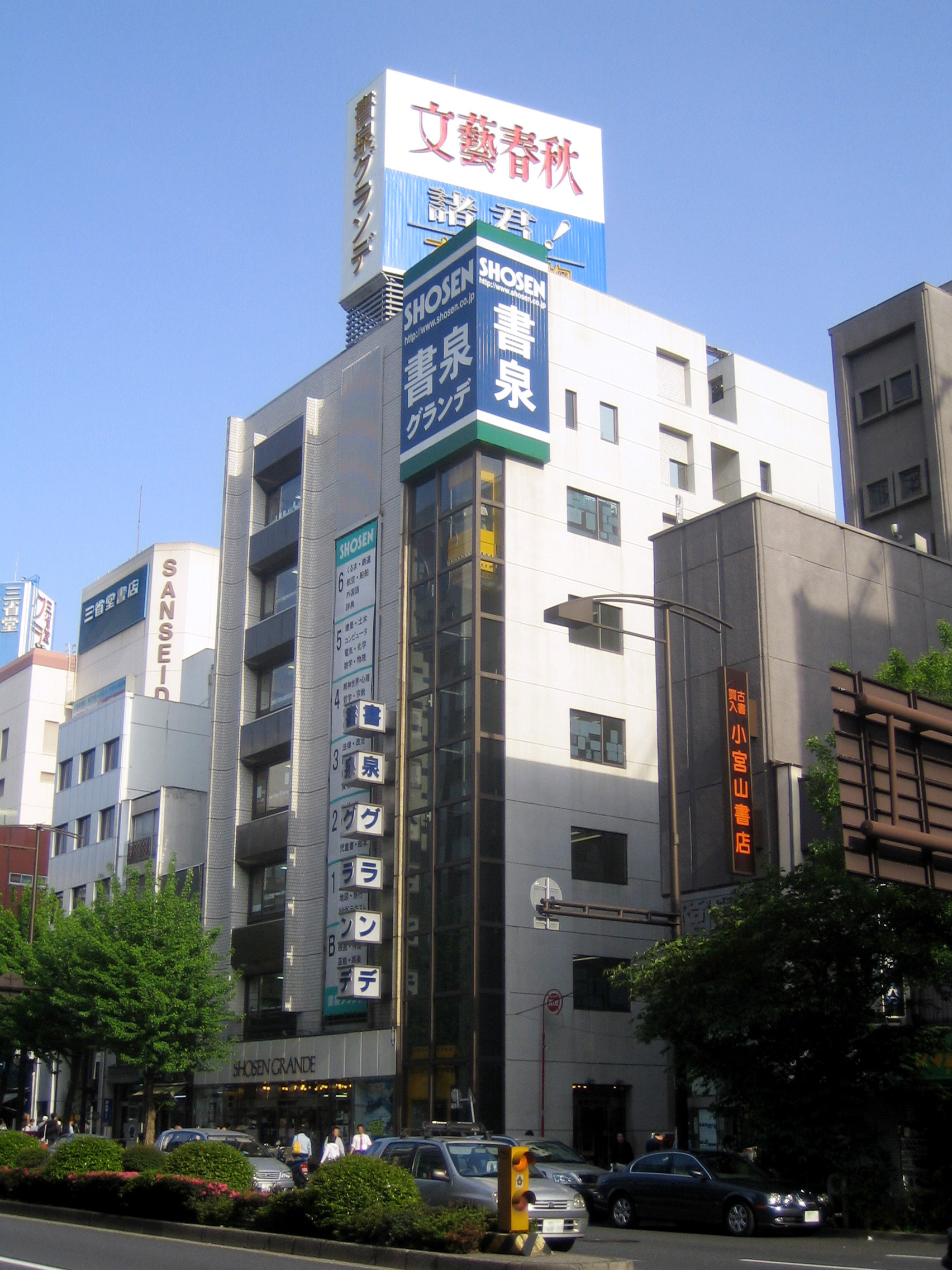
神田神保町の書店・書泉グランデ。バス趣味関連の同人誌も各種取り扱う

1980年代に入ると、鉄道趣味雑誌にバスの情報が掲載されるようになった。とりわけ『鉄道ジャーナル』誌は鉄道以外にも公共交通の話題を幅広く取り上げていた。同誌は1980年（昭和55年）11月号（通巻165号）で「鉄道と自動車」を特集として取り上げ、和田由貴夫（現：ぽると出版社長、『バスラマ・インターナショナル』編集長）による「バス趣味」についての記述を含む長距離バスに関する記事を掲載している。また座談会「共存こそ鉄道とバスの生きる道」や、長野電鉄の電車とバス両方にまたがる記事なども掲載された。

そして1984年（昭和59年）からは、同『鉄道ジャーナル』誌上でバス趣味のコーナー「BUS CORNER」の連載が開始され、通常3ページの誌面を割いてバスについて細かく取材された記事を掲載するようになる。その「BUS CORNER」を担当した鈴木文彦（自らも日本バス友の会に所属）は、雑誌を問わずバス関連の記事を寄稿し、バス関連書籍も著している。
1985年には、同人誌的形態ながら初のバス趣味専門雑誌となる『バスメディア』が創刊され、書泉グランデなど書店でも販売された。インターネットはもちろん、パソコン通信もごく一部にしか普及していなかった当時は、誌面を通じて読者であるバスファン同士の交流も活発に行われていた。

翌1986年4月には「バス・ジャパン刊行会」（現：BJエディターズ）が発足し、季刊バス専門誌『バス・ジャパン』も創刊された。雑誌『バス・ジャパン』は1992年に廃刊となったが、翌1993年より書籍『バスジャパン・ハンドブックシリーズ』を発行開始、現在も刊行継続中である。
またテレビ番組でも、TBS『そこが知りたい』ｖのシリーズ企画として、1985年から「日本全国各駅停車路線バスの旅」が放送され人気番組となった。これはのちの「ローカル路線バス乗り継ぎの旅」などに続く路線バス旅番組として初のものであり、好評を博したため書籍も発売された。番組内や単行本では、バスに関する趣味的視点からの豆知識なども紹介されていた。

### 1990年代・バス専門雑誌の創刊
1990年には、商用車専門雑誌『モータービークル』の編集者であった和田由貴夫が、独立してぽると出版を設立し、バス専門雑誌『バスラマ・インターナショナル』を創刊した。これは現在刊行中のバス専門誌のうちでは最古のものである。
『バスラマ・インターナショナル 57号』（2000年1月号）に掲載された書評において、編集長の和田由貴夫は「日本にバスファン層が市民権を得た20年間」と書いており、「1980年代以降にバスファン層が市民権を得た」と解釈している。これらのことから、バス趣味に有用な情報が出版物や放送メディア等を通じて一般に手に入りやすくなったのは、主に1980年代に入ってからと推定できる。
2001年には講談社の自動車雑誌『ベストカー』の別冊扱いで『The BUS』『The 路線バス』が発行され、これが発展する形で定期刊行の雑誌『バスマガジン』となった。その後もバス趣味雑誌が創刊され、現在も刊行されている（#日本のバス趣味雑誌を参照）。
他方、鉄道ファンがバスファンを兼ねるようになるというケースがある。鉄道ファンからバスファンに移行したことを示す例として、SLブーム時代ににわかファンが増えたのに嫌気が差してバスへの比重を高めたという人物が『バスラマ・インターナショナル 13号』（46頁）で紹介されている。
種村直樹は『鉄道ジャーナル』誌連載の「レイルウェイ・レビュー」において、「かつてローカル線に向けられていた情熱がローカルバスへ移る傾向がみられる」と分析している。画一化する鉄道に飽きたり、趣味者同士の知識比べに嫌気が差したことから、バス趣味に移行する人もいるという。
もともと鉄道関係の作家であった宮脇俊三や種村直樹も、ローカルバスなどを題材にした文章を雑誌上に連載し、それぞれ『ローカルバスの終点へ』（日本交通公社出版事業局）および『バス旅春夏秋冬』（中央書院）といった単行本となって出版されている。このように、趣味や旅行の分野でもバスを主な題材としたものが増えてきた。
種村直樹は雑誌にとどまらず、バスファンを対象とした書籍『バスジャパンハンドブックシリーズ』にも紀行文を掲載している。例として、『バスジャパン・ハンドブック14 ジェイアール東海バス』には「東名ライナー乗ったで降りたで」、『バスジャパン・ニューハンドブック40 遠州鉄道』には「浜名湖一周バス紀行」と題した種村直樹の紀行文が掲載されている。
こうしたバス趣味者人口の増加にともない、バス事業者側でもバスファンを対象としたイベントを開催する例が見られるようになる。

### 2000年代以降・趣味者によるバス会社設立

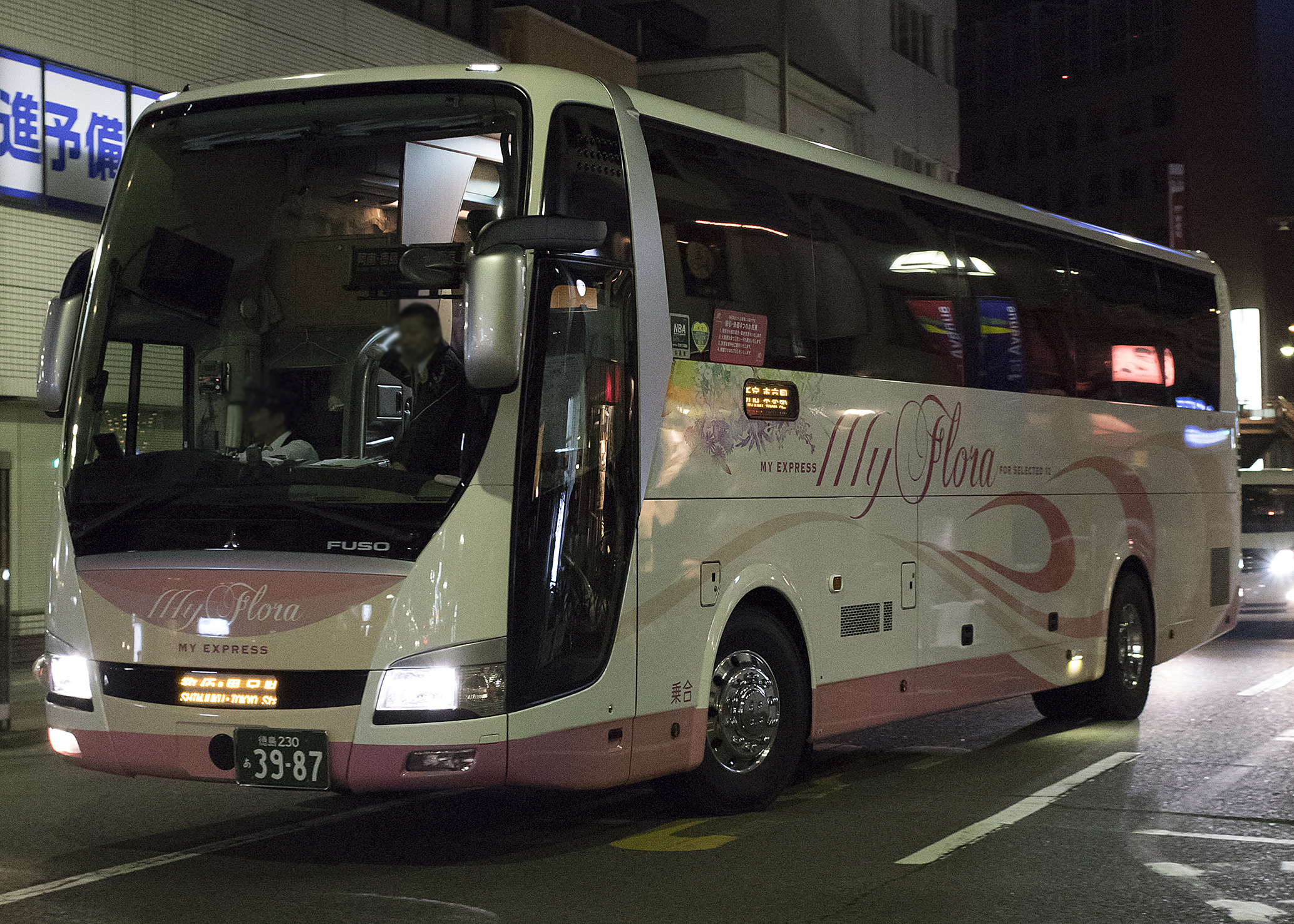
バスファンの乗務員が創業した会社・海部観光のマイフローラ号

2000年代に入ると、バス愛好家が自らの手により、バス会社を立ち上げる例も現れるようになった。
東京都清瀬市の観光バス会社バスウェイは、バスファンとして前述の『バスメディア』を通して知り合った大手バス事業者の乗務員が起業して創立した貸切バス会社である。
また、同じ東京都多摩地域北部にある東村山市の銀河鉄道も、異業種からの参入ながら地元のバスファンが創立したバス会社であり、コミュニティバスの運行受託を通じて乗合バス事業に進出した。
同様に、バスファンである乗務員が設立した会社として徳島県の海部観光があり、豪華仕様の高速バス車両を導入して好評を博した。
愛知県小牧市の人材派遣会社ゼットスタッフは、代表者がボルボ・アステローペを個人所有しており、趣味の延長として「尾張信長観光バス」の屋号で貸切バス事業に参入した。
埼玉県秩父市の運送会社「国際水産急行」は、自家用バスとして三菱ふそう・エアロキングを保有しており、「保有車両が全車サロンバスのバス会社」として秩父国際バスを設立した。
こうした動きが現れた背景には、規制緩和によりバス事業への新規参入が容易になったことがある。またバスファンの中からバス乗務員を志す者も多数現れ、趣味を仕事にしてハンドルを握るようになる者もある。

## バス趣味の分野
| バス車両の全体像の把握には、最低でも対角2方向からの撮影が必要である。 |  | バス車両の全体像の把握には、最低でも対角2方向からの撮影が必要である。 |
| バス車両の全体像の把握には、最低でも対角2方向からの撮影が必要である。 |  |                                                                       |

### 車両研究
鉄道趣味における「車両鉄」に相当するもの。また自動車としての車両研究でもあるため、自動車趣味との共通点も深い分野である。

#### 在籍車両調査
どの営業所にどの車種が何台いるかなどの在籍情報、除籍された過去の車両の一覧、車両形態の種類などの情報を調査してまとめたり、バス事業者ごとの独自の技術や仕様などを研究する。航空ファンにおける「スポッター」に相当するものである。
また、高速バスの共同運行において、どの日にどちらのバス会社が担当するかを独自に調査するバスファンもおり、担当会社表を掲載している個人サイトなども存在する。

#### メーカー研究
国内のバス製造メーカーである、日野・いすゞ・三菱ふそう・日産ディーゼル（現:UDトラックス）の4社のうち、特定の会社の製品に強い愛着を寄せ、特定のメーカーや車種について研究するバスファンも多数存在する。
出身地や在住地のバス事業者の主力車種からの影響で、特定のメーカーや車種を好む者も多く、全国の導入事業者のバスを撮影して回る者もいる。同じ車種でも導入事業者によってカラーリングも仕様も異なるため、事業者ごとの特徴や違いなどを楽しむ者もある。また地元の事業者から除籍され、地方へ移籍した車両の行方を追う者もいる。
さらにバスの場合は、シャシーメーカーとは別に、バス車体を製造し架装するコーチビルダーが存在するため、富士重工（現:SUBARU）や西日本車体工業、北村製作所など、特定のコーチビルダーのバスボディを愛好し、様々な事業者で導入されたバスボディの研究や撮影を趣味とする者もいる。

#### 乗車・貸切旅行
バスに乗車して乗客として乗り心地などをチェックする。前方や運転席がよく見える最前列の席が好まれるが、エンジン音がよく聞こえる最後部の座席を好む者や、逆に車内の静粛性をチェックする者もある。
車内の座席配置やその構造、行先表示器や冷房装置、運賃箱や降車ボタンなど設備や仕様に着目したりと、ファンによって視点が異なることがある。
除籍が迫っている車両や、特定の会社や営業所でしか見られない車両を、バスファンの同行者を募って共同で貸し切り、日帰りのバス旅行を楽しむケースもある。

#### バス撮影
バスの形態・カラーリングなどを撮影する。鉄道ファンにおける「撮り鉄」であるが、線路上を走行する鉄道車両に比較して、バス撮影では路上の他の車両や通行人などの存在もあり、走行する車線も変動しうるため、撮影の難易度は高いといえる。
またバスの車体は、床下と屋根を除いても4つの面それぞれが異なる形態となっているため、最低でも対角2方向から撮影しないと、そのバスの全体像を把握することができない。
なお特殊なものとして、廃車体の撮影・研究が挙げられる。空き地や山林などに放置された廃車体や、店舗や倉庫などに転用された廃車体を探し回って撮影し、元の車種や事業者などを推定する。鉄道車両に比べて比較的容易に廃車体が発見できることもあり、自動車趣味一般としても廃車体の捜索・撮影趣味は存在する。この場合、廃線探索や廃墟愛好趣味などと通じる面もある。

#### バス運転
大型免許（ないしは、大型二種免許）を保有し、自らバスを運転する。鉄道イベントでは「運転体験」と称して本線以外のわずかな距離の運転操作しかできないが、バスの場合は自動車として免許を取得し、自ら公道上で運転することが可能であり、これを「最大の魅力」とするバスファンもいる。
バス雑誌の編集者が大型免許を保有していることもあり、ドライバー視点からのレポートが誌上で公開されている。例えば前述の『バスラマ・インターナショナル』では、しばしば誌上にバスの運転レポートが掲載され、この点については自動車趣味と類似している。いわゆる「デコトラ」などの自動車イベントに自家所有のバスで参加する愛好者も存在する。
なおレンタカーで借りられるのは、いわゆる「白バス」の違法営業防止対策から、通常はマイクロバス程度までであるが、一部のレンタカー店では小型観光バス（日野・メルファ7、三菱ふそう・エアロミディMJなど）を貸し出しており、これを借りて運転するバスファンも存在する。

#### バス保有
さらに進んで、自分で車両を所有し保存するため、廃車になったバスを譲り受けることもある。中には何台もの大型バスを個人で所有する者も存在する。
ただし、大型の車両になると保管場所の確保が大変で、可動状態で保有する人もいるが、部品、整備、車検、自動車税、重量税、自動車保険、燃料などの費用が多大な上、大型バスでは白バス防止という観点から、規制が厳しくなることもある。
そのため個人の手に余る部分も多いことから、趣味団体としてバスを共有する例もあり、日本バス友の会も廃車になったバスを譲り受けた上で保管している団体の1つである。
かつてはアキバエクスプレスのように、廃車になった車両を譲り受けてシャトルバスを自主運行するバス愛好者団体も現れた（現在は解散）。
こうした愛好家による保存車両は、バスイベントで主催者の要請により展示されることがあり、例えばJRバス関東の「東名ハイウェイバス30周年イベント」では、個人所有の三菱ふそう・エアロキングが展示された。

### 路線研究
鉄道趣味の中の「乗り鉄」に相当するものと重なる。また机上でもできる、運行ルート・ダイヤグラム・運賃などのバス運行形態の研究もここに含まれる。
国鉄末期からJR発足初期の地方交通線廃止にともない、多くの秘境路線が廃止されたが、これらの路線を引き継いだ代替バスも秘境ローカル線の雰囲気を楽しめることから、趣味的な乗り歩きの対象となることがある。

#### 路線乗りつぶし
特定の事業者のバス路線の全路線乗車を目指すものである。鉄道趣味における「乗りつぶし」と趣旨は共通するが、バスは鉄道に比べて緻密な路線網を持ち、また著しく運行本数の少ない路線（出入庫路線やいわゆる「免許維持路線」）も少なからず存在し、また路線の改廃も頻繁なため、一事業者の完乗にも長期間を要する。

#### 路線設定調査
バス路線が、どういう道路を、どういう目的でルート設定されているか（どこの施設を結ぶか、どの客層向けか、他の路線との関連はどうか）などを研究するもの。
バス路線の資料については1970年代以前のものが少ないこともあって、過去の路線や歴史までは踏み込まず、単に現状を楽しむケースもある。逆に「もしこの路線、こんな運転系統があったら」という発想もあり、その場合は現状を外れると「架空路線研究」となる。

#### 架空路線
実在する路線やバス事業者ではなく、自分で地図上に自由に路線を引いて楽しむ趣味。鉄道趣味における「架空鉄道」に相当する。中には実地調査（フィールドワーク）として実際に車で走ってみたり、ダイヤグラム作成や運賃収入計算など詳細な設定を行う者もいる。

#### 歴史・廃止路線調査
バス事業者の歴史や、営業所の改廃の推移、廃止路線などを調査する。なかには廃止停留所一つ一つを扱う者もある。
資料として事業者の社史・市町村史・住宅地図などをフル活用して調査する。鉄道趣味における歴史や廃線を扱うものに相当するが、バス路線の廃線調査は鉄道のそれに比べて、残された資料が極端に少なく、調査の難易度は高い。

#### 停留所・施設調査
鉄道趣味では「駅研究」「施設研究」に相当するもの。バス停留所の標柱（ポール）や待合所の形態などを調査の対象とするもの。
個人のウェブサイト開設が容易になったり、簡単に更新出来るブログが普及したことなどにより、2005年（平成17年）頃から徐々に発生し始めた分野である。
「珍名」のバス停を撮るもの、特定の事業者のバス停標柱を全て撮ろうとするもの、日本中のバス会社のバス停標柱を撮るものなど、さまざまに分化している。特に後者になるほど、バス趣味としてよりもスタンプラリーや、日本中の郵便局を回る「旅行貯金」などと性質が近くなってくる。
また大規模なバスターミナルの施設研究などもあり、駅弁ならぬ「バス弁」や売店・食堂の調査など、「駅そば食べ比べ」に近いものもある。

### グッズ収集・録音など
バス関連グッズなどのコレクション、放送音声の録音やテープ収集など。鉄道趣味における「廃品鉄」や「音鉄」に相当する。近年は鉄道同様、イベントなどでバス廃品の販売やオークションが行われることも多く、入手方法も増えてきている。

#### 廃品収集
時刻表や路線図などの配布物、バスカード、乗車券類（硬券もある）、バス関連グッズ、バスに使用されている部品などを収集する。バスイベントで販売される廃車バス発生品やバス停留所表示板などを購入する。ロール状の方向幕がよく売れるという。これに応え、バス事業者がオークション形式で部品販売を行なうことも増えた。岩手県交通では「バスファンの広場」というコーナーを自社サイト内に設け、バス部品のオークションも行なっている。
- イベントで販売される方向幕
- イベントで販売される座席

#### 案内音声・方向幕画像収集
鉄道趣味における「音鉄」「録り鉄」と呼ばれるジャンルに相当する。自分で車内の案内音声を録音したり、廃品の8トラテープを購入して、自宅でアナウンス放送を再生して楽しむなどの方法がある。
また、さまざまな路線の方向幕（行先表示）を撮影し収集・研究する場合もあり、それをパソコンの画像作成ソフトで再現するサイトもある。バス撮影・バスグッズ収集とも重なる分野である。

### 模型収集・改造

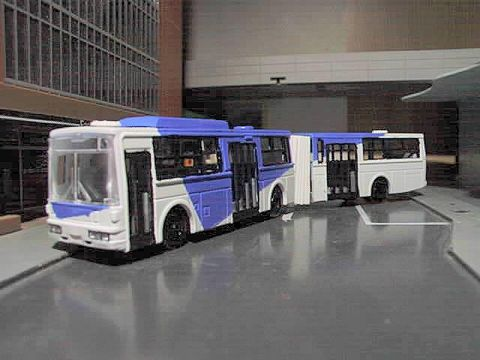
市販のバス模型を改造した例（連節バス仕様）

鉄道模型では、ストラクチャーとしてバスコレクションなどのバス模型が商品化されており、これをさらに塗り替えたり、デカールを制作して貼り付けて改造したりする。
また、鉄道模型のHOゲージ程度の縮尺のミニカーや、バスのラジコンカーも発売されており、これを塗り替えたりする。HOゲージの固定レイアウトの道路で実際に走らせて楽しむ人もいる。

#### 主なバス模型・ミニカーのシリーズ
- ダイカスケール バスシリーズ - バスのミニカーとしては最初期のもの
- アドウィング - 本格的なバス模型の専門メーカー
- トレーン - ポケットバス、フェイスフルバス
- タカラトミー - トミカ、チョロQ、Qステアなどでバスのミニカーがある
- トミーテック - バスコレクション、バスむすめ（バス車掌・バスガイドのフィギュア）
- バンダイ - ワーキングビークル ミニバス編
- 京商 - ラジコンバス、ダイキャストバスシリーズ
- グッドスマイルカンパニー - 路線バスミニカーシリーズ

### 投稿・同人誌発行
バス事業者や車両・路線について研究した結果を1冊にまとめたものを、雑誌に投稿したり、同人誌として発行することもある。
これらの同人誌は以前より、前述の書泉グランデなどの書店で委託販売されていたが、その後のインターネットの普及によりネット通販も増えた。またコミックマーケットなど、同人誌即売会での販売も盛んである。
また個人サイトやブログを作成して公開したり、撮影・録音したものを写真共有サイトや動画投稿サイトに投稿して他の愛好家に見せたり、SNSで情報交換するなど、インターネットを活用したファン活動も盛んである。

## 日本のバス趣味団体
下記以外にもバス趣味サークルが存在し、たとえば種村直樹のファンクラブであった「種村直樹レイルウェイ・ライター友の会」にも、会員有志によるバス趣味サークルが存在した。
- 日本バス友の会 - 現存
- 日本バス研究会 - 活動休止
- アキバエクスプレス - 解散
- 東京バスリサーチ - 後に法人化し、現バスウェイ (観光バス)

## 日本のバス趣味雑誌
詳細は各雑誌の記事を参照。
- バスメディア（廃刊）- 国内初のバス専門雑誌。
- バス・ジャパン（廃刊） - BJエディターズ
  - 書籍『バスジャパンハンドブックシリーズ』として刊行中。詳細は同項を参照。
- バスラマ・インターナショナル - ぽると出版。現在刊行中のバス雑誌では最古。発行継続中。
- バスマガジン - 講談社ビーシー（旧：三推社）・講談社。発行継続中。
- バスグラフィック - ネコ・パブリッシング。発行継続中。
  - バスホビーガイド - ネコ・パブリッシング。バス模型専門誌、不定期刊ムック。
- バスライフ - 笠倉出版社。バスマガジンから移った編集者が制作。2016年より事実上の休刊状態。

## バス関連のイベント

### 日本
複数の事業者が集まる日本の大規模バスイベントは、2024年時点では東北地方・近畿圏・徳島県のみに存在している。
- 秋田バスまつり - 秋田県バス協会主催。年1回のみ開催。
- 盛岡市バスの日まつり - 盛岡市・盛岡市バスの日まつり実行委員会主催。年1回のみ開催。
- 福島バスまつり - 福島県バス協会
- バスまつり in NAGANO - 長電バス主催。過去に長野県バス協会が主催していた信州バスまつりの代替的イベントでもある。
- スルッとKANSAIバスまつり - 日本最大規模のバスイベント。近畿圏において会場持ち回りで年1回のみ開催。
- とくしまバスまつり - 数年に1回の割合で徳島県徳島市の徳島県立産業観光交流センターで開催[12]。
- ひろしまバスまつり - 広島県バス協会・ひろしまバスまつり実行委員会主催。年1回のみ開催。